# Очхамури
Очхамури (груз. ოჩხამური) — посёлок городского типа (даба) в Кобулетском муниципалитете Аджарии, Грузия. В посёлке расположена одноимённая железнодорожная станция (на линии Натанеби — Батуми).

## История
Статус посёлка городского типа с 1954 года.
В советское время в Очхамури действовали тунговый завод, чаеводческий совхоз «Очамхури» и чайная фабрика.
Совхоз «Очамхури» неоднократно занимал передовые позиции в чаеводстве среди сельскохозяйственных предприятий Кобулетского района, участвовал во Всесоюзной выставке ВСХВ. В совхозе трудились Герои Социалистического Труда директор Иван Самсонович Путуридзе, старший агроном Шалва Сардионович Грдзелидзе, заведующий отделением Александр Дмитриевич Имнаишвили, рабочие Зоя Васильевна Зоркина и Елена Савельевна Плахотникова.

## Население
| 1959 | 1970 | 1979 | 1989 | 2002 | 2014 |
| ---- | ---- | ---- | ---- | ---- | ---- |
| 3803 | 3673 | 4322 | 5071 | 5026 | 5355 |